# Kristián Vallo
Kristián Vallo (ur. 2 czerwca 1998 w Żylinie) – słowacki piłkarz grający na pozycji obrońcy. 